# 이둘베르가
이둘베르가 또는 이타는 프랑크 왕국의 귀족으로, 랑고바르드 왕국의 왕족이다. 아길롤핑 가문 출신 여성이었으며 아우스트라시아 분국의 궁정 행정관이었던 피핀 1세의 부인이었다. 가톨릭 성인인 성녀 게르트루데와 성녀 베가의 어머니였으며, 페펭 데리스탈, 레온의 백작 마르틴, 테오도리히 3세의 왕비 클로틸드 남매의 외할머니였다.
639년 남편 피핀 1세가 사망하자 수도원에 들어가 수녀가 되었다.

## 같이 보기
- 랑고바르드 왕국
- 아길롤핑 가문
- 피핀 1세
- 그리모알트 1세
- 성녀 게르트루데
- 성녀 베가